# Fürdőászka
A fürdőászka (Ligia oceanica) a felsőbbrendű rákok (Malacostraca) osztályának ászkarákok (Isopoda) rendjébe, ezen belül a Ligiidae családjába tartozó faj.

## Előfordulása
A fürdőászka az Északi-tengerben él, továbbá az Atlanti-óceán vele szomszédos északkeleti részének parti szikláit, görgeteg- és kavicspadjait népesíti be.

## Megjelenése
Ez a rákfaj 8 milliméter hosszú, szürke színű, zöldesbarnán pettyezett teste több szelvényre tagolt és lapított, tojás alakú. A második csáppár különösen hosszú és 20 ízből áll. Az állatok csupán kopoltyúkkal lélegzenek.

## Életmódja
A fürdőászka kétéltű életmódot folytat, a vízben és a szárazföldön egyaránt otthonos. Napközben sziklarepedésekbe, kövek alá rejtőzik. Ha megzavarják, meglepő gyorsasággal a vízbe menekül, és új búvóhelyet keres. Bár sokáig képes alámerülten maradni, általában kerüli a hosszabb víz alatti tartózkodást.